# مارکو کاتانئو
مارکو کاتانئو (ایتالیایی: Marco Cattaneo؛ زادهٔ ۲۸ اکتبر ۱۹۵۷) دوچرخه‌سوار اهل ایتالیا است. وی در بازی‌های المپیک تابستانی ۱۹۸۰ شرکت کرده‌است.